# Zara Whites
Zara Whites ('s-Gravendeel; 8 de noviembre de 1968) es una actriz pornográfica cuyo verdadero nombre es Esther Kooiman. 

## Biografía
Comenzó su carrera como chica de compañía en Róterdam y como bailarina en Italia en el programa de televisión Colpo Grosso en 1989. Posteriormente, posó para las revistas Playboy y Penthouse, y comenzó a actuar. Entre 1990 y 1992, apareció en 22 películas de cine porno, tanto europeas como norteamericanas. En 1992, su carrera tomó un nuevo giro pues comenzó a actuar para la televisión francesa en series eróticas.
Estaba casada con el también actor porno Roberto Malone.